# David Altmejd
David Altmejd est un sculpteur québécois, né à Montréal en 1974. Il habite et travaille à New York aux États-Unis et à Londres en Grande-Bretagne.

## Carrière
Altmejd détient une maîtrise en beaux-arts de l'université Columbia (New York) et un baccalauréat de l'université du Québec à Montréal (UQAM).
Depuis 2001, Altmejd participe à des expositions de groupes internationales réputées. En 2003, il est invité à la biennale d'Istanbul (Turquie).
En 2004, ses pièces sont présentées à la biennale d'art américain du musée Whitney à New York.
En 2006, Altmejd est sélectionné par la galerie de l'UQAM pour être le représentant officiel du Canada à la Biennale de Venise de 2007.

## Œuvre

### Orientations de son travail
Les sculptures de David Altmejd mélangent de divers objets telles des têtes de loups-garous avec des graffitis de l'étoile de David, des sous-vêtements souillés, des tours de miroirs, des fleurs de plastique et des bijoux de pacotille. Les loups-garous apparaissent tellement souvent dans ses œuvres qu'ils sont devenus sa signature.

### Œuvres
- The Builders, 2005
- The Academy, 2005
- The Quail, 2008, Musée national des beaux-arts du Québec[5]
- The Flux and the Puddle, 2014[6]

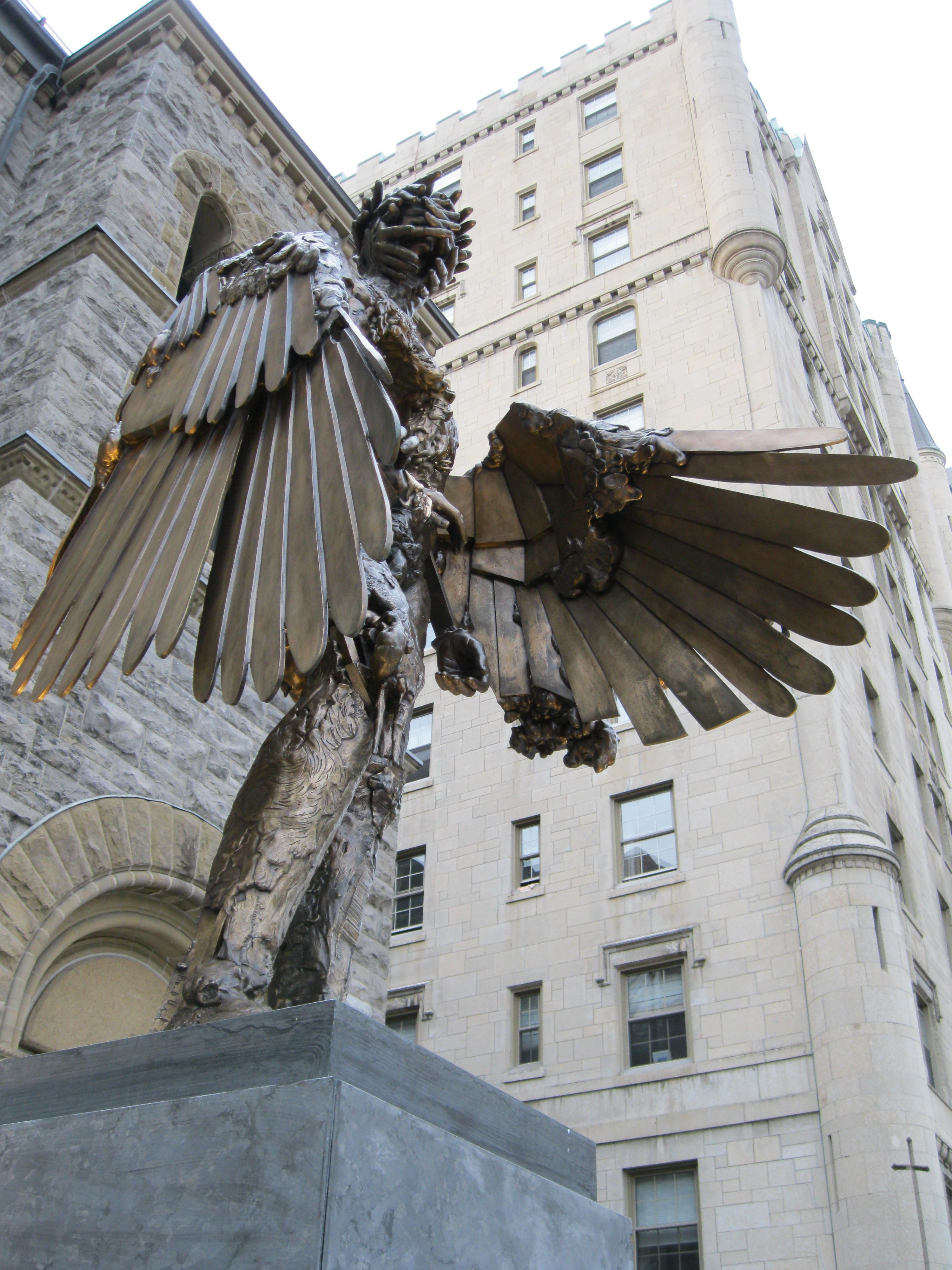
L'œil
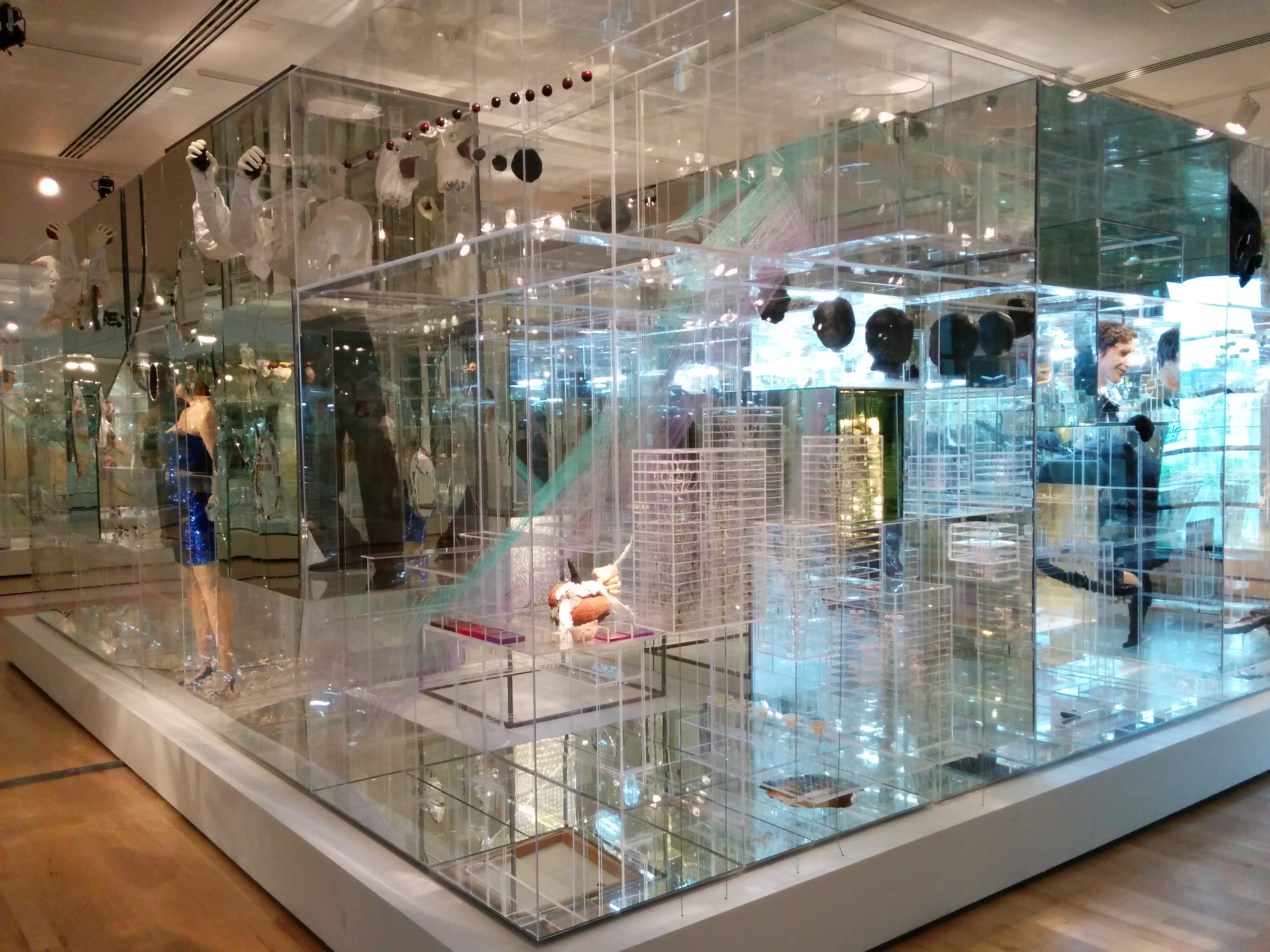
The Flux and the Puddle

## Collections
- Museum of Modern Art, New York[7]
- Whitney Museum, New York[7]
- Solomon R. Guggenheim Museum, New York[7]
- Musée des beaux-arts du Canada, Ottawa[8]
- Museum of Contemporary Art, Los Angeles[9]
- MUDAM, Luxembourg[10]
- Musée Long, Shanghai[7]
- Musée d'art contemporain de Montréal, Montréal[11]
- Musée national des beaux-arts du Québec, Québec[12]
- Musée des beaux-arts de Montréal, Québec[13]

## Prix et distinctions
2015 : Compagnon de l'Ordre des arts et des lettres du Québec